# Inquisició

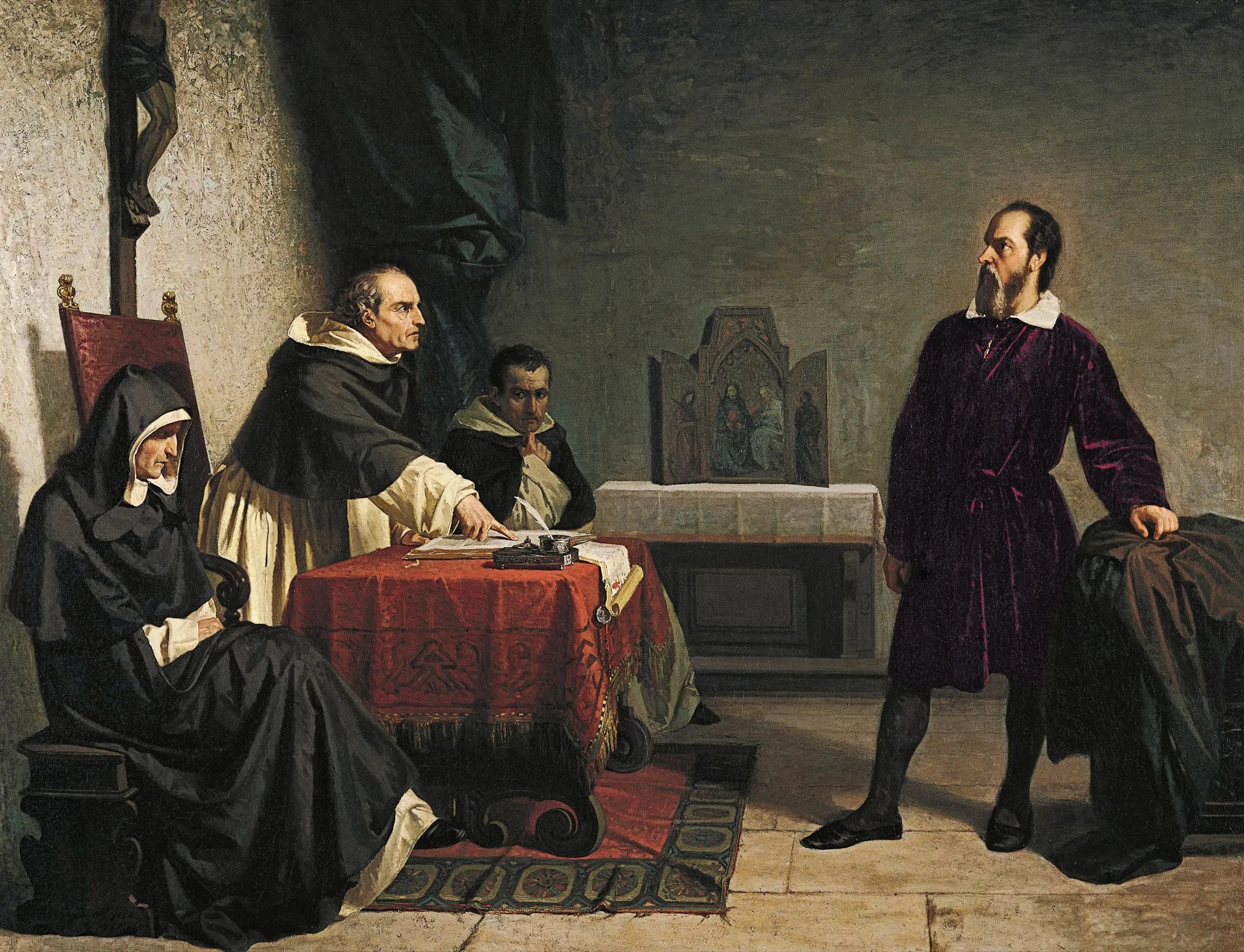
Galileo Galilei jutjat per la Inquisició

La inquisició va ser un seguit d'institucions judicials, majoritàriament a l'Església Catòlica Romana, d'origen medieval i que tenien com a missió vetllar per la integritat dels costums i per la puresa de la fe cristiana i de combatre i castigar les heretgies (les idees que l'Església considerava falses). La primera inquisició s'estableix a Llenguadoc l'any 1184, amb la crida del papa Luci III als bisbes a establir tribunals per lluitar contra els càtars.

## Antecedents
Ja en el III Concili de Toledo de l'any 589 s'ordenava als bisbes que investiguessin per arrancar de soca-rel «el sacrilegi d'idolatria fermament implantat a Hispània i Septimània».
En el XVI Concili de Toledo (693), es va dir que «el bisbe que no es preocupi de la seva extirpació» (referint-se al paganisme) «seria destituït i hauria de passar un any fent penitència».
Vegeu també Període catòlic visigot

## Inquisició episcopal
La Inquisició va ser creada per mitjà de la Butlla Ad abolendam, promulgada el 4 de novembre de 1184 pel papa Luci III desencadenant la Croada albigesa com un instrument per combatre el catarisme al sud de França. Cap al 1215 també l'arquebisbe de Tarragona Aspàreg de la Barca es determinà a combatre el catarisme, especialment a la zona del Montsant i a Prades. El mètode no era el de la inquisició, sinó que manava als monjos de la cartoixa d'Escaladei que sortissin de la seva clausura a predicar contra l'heretgia. L'èxit no degué ser durador, ja que durant tot el segle xiii, i part del XIV, romangueren càtars per aquesta zona.
Durant aquesta època els bisbes actuaren segons el seu criteri.

## Inquisició pontifícia
El 1231, Gregori IX proclamà la butlla Excommunicamus, origen d'una inquisició dirigida directament pel Papa. La missió encomanada era la de localitzar, processar i evacuar sentència contra sospitosos. El papa nomenava els inquisidors, sovint dominics, però no sempre. Aquesta institució reforçava el poder del papa davant dels altres bisbes i per damunt de reis i prínceps.
L'autoritat religiosa és la que limitava a inquirir i arribà a condemnar. La sentència l'executà l'autoritat laica. Des de l'XI Concili de Toledo (675) hi hagué també antecedents de la prohibició de "matar… mutilar…ordenar a un altre que ho faci". És l'any 1252, quan el papa Innocenci IV en la butlla Ad extirpanda va autoritzar la tortura per tal que el processat confessés. S'indica, però, que sigui "sense mutilar ni posar en perill la vida de l'acusat".
Aquesta Inquisició pontifícia es va consolidar a Occitània, Provença, Milà, Gènova, Florència … també a la corona d'Aragó, on entre els inquisidors hi havia el dominic i conseller reial d'alt nivell de cultura Sant Ramon de Penyafort. A l'entorn de 1230 arribaren molts càtars des d'Occitània a Catalunya. Els concilis de la província eclesiàstica Tarraconense se'n feren ressò des d'aquest anys fins al 1318. La Inquisició Papal va arribar a Catalunya el 1232.
Coincidint en l'època, l'heretgia seguia combatent amb prèdiques, molt valorades pel poble senzill, especialment les dels franciscans, i més tard també les dels carmelites. No hi havia notícies d'heretgies més enllà de l'any 1321, any de la darrera prèdica carmelitana a les terres de Prades. La Inquisició morí per manca de feina.
El procediment inquisitorial s'iniciava amb l'arribada dels inquisidors a una localitat específica, que sol·licitava en primer lloc la col·laboració de les autoritats civils que, de negar-se a prestar-la, incorrien en l'excomunió o l'entredit segons el grau de desacatament. Es concedia un període de gràcia (Edicte de Gràcia) durant el qual els heretges podien lliurar-se lliurement. Passat aquest període s'acceptaven denúncies de qualsevol persona, fins i tot de delinqüents i altres heretges (Edicte de Fe). Els denunciats mai coneixien els delators suposant què n'hi hagués. L'acusació exacta també es considerava secret sumarial.
Dos informants solien ser suficients per aixecar càrrecs. Passat el termini sense confessar, al presumpte heretge se li confiscava la propietat. Llavors el tribunal convocava al sospitós, l'interrogava i tractava d'obtenir la confessió necessària per a la condemna. L'inquisidor no podia acusar directament, sinó que havia d'obtenir una confessió.
El concili de Narbona de 1235, ordenà que les sentències es fessin fonamentades en proves irrefutables, i, sota criteri que és "preferible un culpable en llibertat que un innocent condemnat". Se sap, però, que sovint els presos ignoraven fins i tot quins eren els càrrecs. Tenien un advocat defensor, però que limitava la seva funció a recomanar la confessió dels càrrecs.
Una butlla papal de 1252 va autoritzar els inquisidors l'ús de la tortura per obtenir confessions. La tortura no s'entenia com un càstig, sinó que era un mitjà de fomentar la confessió i sobretot servia d'exemple a altres persones que podien rebre el mateix tractament. Si una persona confessava i es mostrava penedit, els magistrats aplicaven penes menors.
Un cop el Tribunal declarava heretge a l'acusat, se li aplicava un càstig. Aquest podia ser, una flagel·lació, un dejuni, una peregrinació, posar-se una gramalleta, o una multa econòmica. Els càstigs més extrems, i a la vegada més coneguts, van ser la cadena perpètua i l'execució. Atès que per a l'Església era pecat el vessament de sang, els condemnats eren lliurats a les autoritats seculars per a la seva execució, generalment en la foguera.

## Inquisició espanyola
Molts anys més endavant, el 1478 per iniciativa de Ferran el Catòlic i amb la finalitat de combatre els jueus, es crea el Tribunal del Sant Ofici de la Inquisició, conegut com la Inquisició espanyola, depenent directament de la corona. Va ser l'única institució comuna d'Aragó i Castella durant molt de temps. Aquest fet va enfortir la monarquia.
El primer període va destacar pel seu rigor i virulència. La seva activitat va ser alta durant les monarquies de la dinastia dels Habsburg, i va anar minvant durant els Borbons, fins que va desaparèixer el 1834.

## Inquisició portuguesa
En 1536 s'estableix la Inquisició a Portugal, que dura fins a 1794.

## Inquisició romana
El 1545 es va crear la Inquisició romana, coneguda per Congregació del Sant Ofici, per a lluitar en contra del protestantisme. El procediment era diferent del de la inquisició papal. El Sant Ofici vetllava permanentment per la puresa de la fe en tota l'extensió de l'Església catòlica. Era una congregació d'altes dignitats. L'any 1633 hi fou processat i condemnat Galileo Galilei.
Des de l'any 1965 amb en Pau VI, es converteix en la Congregació de la Doctrina de la Fe, sota la batuta d'un prefecte. El càrrec el va ocupar des de 1981 fins que va pujar al soli pontifici el cardenal Ratzinger Benet XVI. Joan Pau II va ordenar el 1998 que s'obrissin els arxius secrets d'aquesta congregació, on estaven recollides les actes dels processos de tota l'Europa catòlica. A partir d'aquest fet, es podrà analitzar amb més objectivitat l'abast real, tant ideològic com social i polític de la inquisició.